# Schedocentrus transvittatus
Schedocentrus transvittatus är en insektsart som först beskrevs av Scudder, S.H. 1875.  Schedocentrus transvittatus ingår i släktet Schedocentrus och familjen vårtbitare. Inga underarter finns listade i Catalogue of Life.